# Penerokan
Penerokan is een bestuurslaag in het regentschap Batang Hari van de provincie Jambi, Indonesië. Penerokan telt 7031 inwoners (volkstelling 2010).